# Prosotas lumpura
Prosotas lumpura är en fjärilsart som beskrevs av Corbet 1938. Prosotas lumpura ingår i släktet Prosotas och familjen juvelvingar. Inga underarter finns listade i Catalogue of Life.